# Municipio de Quincy (Minnesota)
El municipio de Quincy (en inglés: Quincy Township) es un municipio ubicado en el condado de Olmsted en el estado estadounidense de Minnesota. En el año 2010 tenía una población de 339 habitantes y una densidad poblacional de 3,67 personas por km².

## Geografía
El municipio de Quincy se encuentra ubicado en las coordenadas 44°3′50″N 92°8′21″O / 44.06389, -92.13917. Según la Oficina del Censo de los Estados Unidos, el municipio tiene una superficie total de 92.43 km², de la cual 92,43 km² corresponden a tierra firme y (0 %) 0 km² es agua.

## Demografía
Según el censo de 2010, había 339 personas residiendo en el municipio de Quincy. La densidad de población era de 3,67 hab./km². De los 339 habitantes, el municipio de Quincy estaba compuesto por el 96,46 % blancos, el 0,29 % eran amerindios, el 1,47 % eran asiáticos y el 1,77 % eran de una mezcla de razas. Del total de la población el 0 % eran hispanos o latinos de cualquier raza.